# جزیره پینگتان
جزیره پینگتان یا جزیره هایتان جزیره‌ای در فوجو، کرانهٔ شرقی آسیا در پینگتان، فوجیان، چین است. این جزیره، بزرگ‌ترین جزیره در فوجیان و پنجمین جزیره بزرگ تحت ادارهٔ جمهوری خلق چین است.
این سایت در سال ۲۰۰۱ به فهرست آزمایشی میراث جهانی یونسکو، تحت عنوان چشم‌اندازهای هایتان در رده‌بندی ترکیبی (فرهنگی و طبیعی) افزوده شد.